# Rocketman (film)
Rocketman este o dramă muzicală biografică bazată pe viața muzicianului Elton John. Filmul este regizat de Dexter Fletcher și scris de Lee Hall. În rolurile principale joacă Taron Egerton ca John, alături de Jamie Bell, Richard Madden și Bryce Dallas Howard. Filmul urmărește primele zile ale lui John ca geniu la Academia Regală de Muzică până la parteneriatul muzical cu Bernie Taupin. Filmul este intitulat după piesa din 1972 intitulată „Rocket Man”.
Un film biografic despre Elton John a fost anunțat în ianuarie 2012 și a avut parte de mai mulți regizori și actori în fazele inițiale de dezvoltare la Focus Features, inclusiv Michael Gracey, Tom Hardy și alegerea personală a lui Elton, Justin Timberlake. După dispute creative cu Focus, John și soțul său, David Furnish, a mutat proiectul la Paramount Pictures, unde Matthew Vaughn a venit ca producător, Egerton fiind în cele din urmă pus în rolul lui John, iar Fletcher semnat ca regizor în aprilie 2018. Filmările au început în august 2018.
Rocketman a avut premiera la Festivalul de Film de la Cannes pe 16 mai 2019, să fie lansat în Marea Britanie pe 22 mai 2019 și în România și Statele Unite ale Americii pe 31 mai 2019 de către Paramount Pictures.

## Sinopsis
Filmul spune povestea vieții lui Elton John, începând cu anii pe când era un geniu la Academia Regală de Muzică, până la parteneriatul influent și de durată cu Bernie Taupin, dar și luptele sale cu depresia, abuzul de substanțe și acceptarea orientării sexuale.

## Distribuție
- Taron Egerton ca Elton John
- Jamie Bell ca Bernie Taupin
- Richard Madden ca John Reid
- Bryce Dallas Howard ca Sheila Eileen
- Stephen Graham ca Dick James
- Jason Pennycooke ca Wilson
- Charlie Rowe ca Ray Williams
- Gemma Jones ca Ivy
- Kit Connor ca Reggie în vârstă
- Kamil Lemieszewski ca Dr. Maverick / Paramedic
- Steven Mackintosh ca Stanley
- Jimmy Vee ca Arthur
- Rachel Muldoon drept Kiki Dee

## Producție

### Filmare
Producția a început pe 2 august 2018. De asemenea, în octombrie 2018, a fost anunțat că filmarea are loc Londra. Filmările au început la Bray Film Studios lângă Maidenhead, Berkshire.

### Muzică
Un album oficial intitulat Rocketman (Music From The Motion Picture) va fi lansat  pe 24 mai 2019 de către Virgin EMI (Marea Britanie) și Interscope Records (SUA), pe CD și în format digital. Albumul conține 22 de piese interpretate de către actorii din film și o piesă nouă, „(I'm Gonna) Love Me Again”, cu Egerton și John.

## Premieră
Filmul va avea premiera mondială la Festivalul de Film de la Cannes pe 16 mai 2019. Acesta urmează să fie lansat în Marea Britanie pe 22 mai 2019. Filmul a fost inițial programat să fie lansat în Statele Unite pe 17 mai 2019, dar a fost amânat până pe 31 mai 2019, când va avea loc și premiera în România.